# Thomas Ian Griffith
Pour les articles homonymes, voir Thomas Griffith et Griffith.
Thomas Ian Griffith, né le 18 mars 1962 à Hartford, dans le Connecticut, est un réalisateur, acteur, scénariste et producteur de cinéma américain.

## Biographie
Thomas Ian Griffith est né à Hartford, dans le Connecticut. Son père était professeur de collège, sa mère professeur de danse. Thomas Ian Griffith a reçu une formation de chanteur d'opéra à New York au "Metropolitan Opera étoiles" sous l'enseignement de Rigal Delia. Il a étudié au Holy Cross College à Worcester, Massachusetts (avec spécialisation en littérature anglaise et en musique). Alors qu'il était encore à l'école, il fut propulsé dans un spectacle de Broadway "The Best Little Whorehouse in Texas". Il a continué à travailler à Broadway et dans un théâtre régional avant de déménager à Los Angeles pour jouer dans son premier long métrage, Karaté Kid 3 en (1989). Thomas Ian Griffith travaille également en tant que scénariste, avec quatre longs métrages produits à son actif. Il est marié à l'actrice Mary Page Keller depuis 1991 et ils ont deux fils. Il reprend son personnage de son premier film dans la saison 4 de la série Cobra Kai.

## Filmographie

### Acteur
- 1989 : Karaté Kid 3 de John G. Avildsen : Terry Silver
- 1990 : Rock Hudson (en) de John Nicolella (téléfilm) : Rock Hudson
- 1991 : Night of the Warrior (en) de Rafal Zielinski : Kevin
- 1991 : Kill Fee : Howard Kaminski
- 1992 : Force brute (Ulterior Motives) de James Becket : Jack Blaylock
- 1993 : Excessive Force de Jon Hess : Terry McCain
- 1994 : Crackerjack de Michael Mazo : Jack Wild
- 1995 : Blood of the Innocent (en) de Bob Misiorowski: Frank Wusharsky
- 1996 : Hollow Point de Sidney J. Furie : Max Parrish
- 1996 : The Guardian de Rob Cohen (téléfilm)
- 1997 : Behind Enemy Lines de Mark Griffiths : Mike Weston
- 1997 : Kull le Conquérant de John Nicolella : Général Taligaro
- 1998 : Vampires de John Carpenter : Jan Valek le chef des vampires
- 1998 : The Unexpected Mrs. Pollifax d'Anthony Pullen Shaw  (téléfilm) : Jack Farrell
- 1998 : Avalanche (en) de Steve Kroschel : Neal Meekin
- 1999 : Le Coeur Sur la Main (Secret of Giving) (téléfilm) : Harry Withers
- 2000 : A Vision of Murder, The Story of Donielle de Donald Wrye (téléfilm) : Doug Brister
- 2000 : For the Cause (en) de David Douglas et Tim Douglas : Evans
- 2001 : High Adventure de Mark Roper : Chris Quartermain
- 2001 : Beyond the Prairie, Part 2, The True Story of Laura Ingalls Wilder (en)  (téléfilm) : Cornelius Loudermilk
- 2002 : Black Point (en) de David Mackay : Gus Travis
- 2002 : xXx de Rob Cohen : Agent Jim McGrath
- 2003 : Timecop 2 : La Décision de Berlin (Timecop: The Berlin Decision) de Steve Boyum : Brandon Miller
- 2003-2004 : Les Frères Scott (One Tree Hill) ( série télévisée) : Larry Sawyer
- 2005 : The Sea Wolf de Mark Roper : Jeffery Thorpe
- 2005 : The Closer : L.A. enquêtes prioritaires : Substitut Thomas Yates (Saison 1 épisode 10)
- 2007 : Une preuve de trop (The Kidnapping) d'Arthur Allan Seidelman (téléfilm) : Cash
- 2018 : Cobra Kai : Terry Silver

### Scénariste
- 1991 : Night of the Warrior (en)
- 1992 : Ulterior Motives
- 1993 : Excessive Force
- 1994 : Crackerjack
- 2002 : Black Point (en)
- 2009 : Mr. Troop Mom (en) (téléfilm)

### Producteur
- 1991 : Night of the Warrior (en)
- 1992 : Ulterior Motives
- 1993 : Excessive Force
- 1994 : Crackerjack

### Réalisateur
- 1992 : Ulterior Motives
- 1993 : Excessive Force
- 1994 : Crackerjack
- 1997 : Behind Enemy Lines
- 2007 : Une preuve de trop (The Kidnapping) (téléfilm)

## À noter
- Thomas Ian Griffith mesure 1,97 m.